# Großverbundplatte

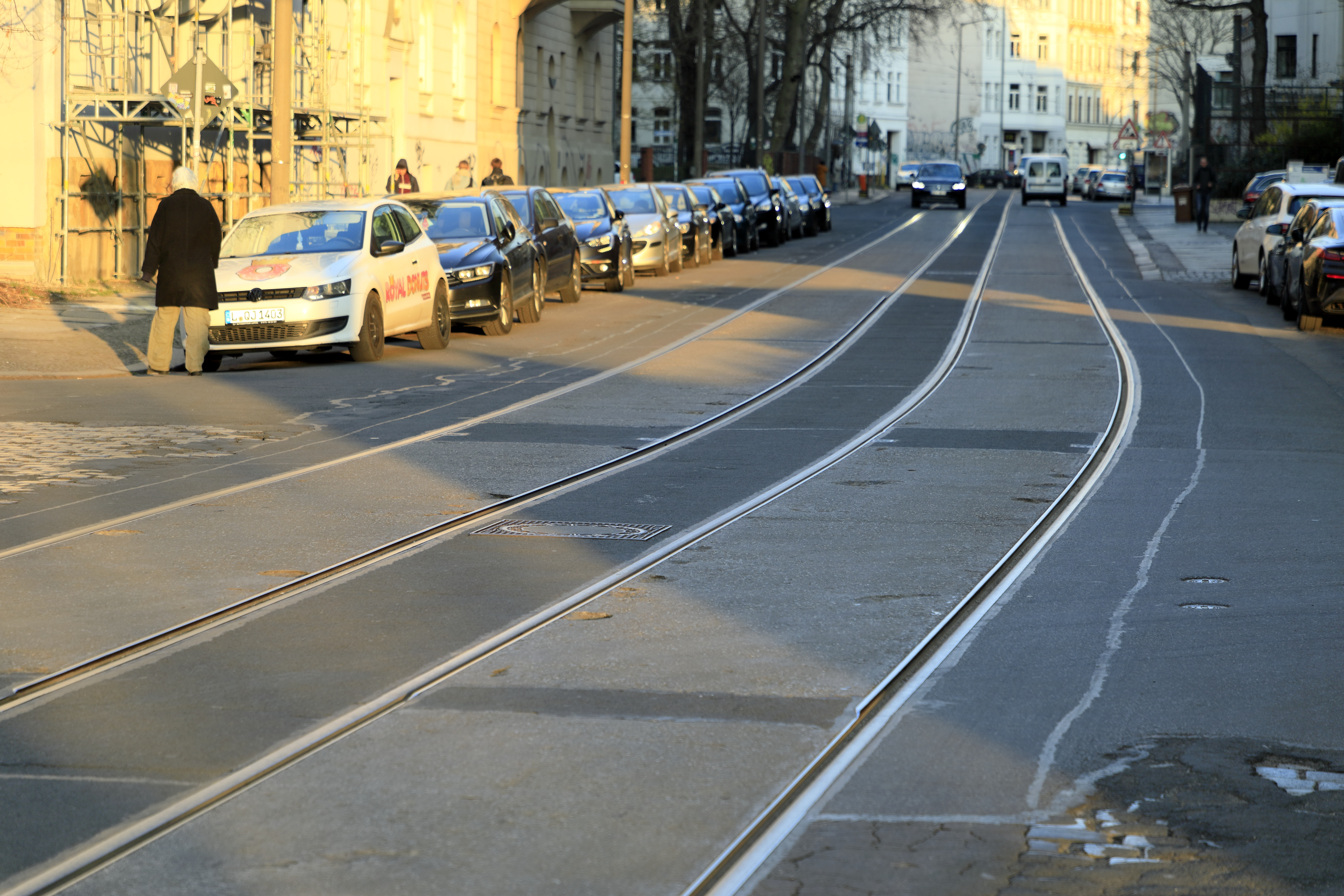
Großverbundplattenoberbau in der Leipziger Kohlgartenstraße, bei den Bogenjochen ist der verstärkte Rillenkopf des Schienenprofils TW 65 erkennbar

Die Großverbundplatte (GVP) ist eine Bauform im Gleisbau von Straßenbahnen. Es gab davon verschiedene Ausprägungen. Diese Gleisbauform fand in der DDR Anwendung, um schnell möglichst lange Gleisabschnitte erneuern zu können.
Sie wurde Großverbundplatte genannt, weil die beiden Schienen durch eine Betonplatte im Gleisabstand gehalten wurden. Im Beton lagen stählerne Abstandshalter. Da somit Gleisjoche vorgefertigt werden konnten, war der Bauaufwand vor Ort geringer. Hersteller war das Plattenwerk Cossebaude des VEB Betonleichtbaukombinats Dresden.
GVP gab es in Meterspur (1000 mm), Regelspur (1435 mm) und den besonderen Breitspuren (1450 mm, Dresden und 1458 mm, Leipzig). Sie hatten eine Länge von 12,5 Metern, halbe Platten waren 6,5 Meter lang. Bei der Einführung wurden nur gerade Joche hergestellt, nach einigen Jahren lieferte der Hersteller auch Bogengleisjoche. Verwendet wurden nur klassische Straßenbahnrillenschienen, in der Regel die aus der UdSSR stammenden Profile TW 60 für gerade und TW 65 mit verstärktem Rillenkopf für Bogenjoche. Mischbetriebe mit Straßenbahn- und Eisenbahnradsätzen gab es in der DDR praktisch nicht. Die Schienen sind an den Enden der Joche länger als die Betonfüllung, um den Raum für das Schweißen freizuhalten. Der verbleibende freie Raum wird bei der Herstellung des Deckenschlusses mit Fahrbahnmaterial gefüllt.

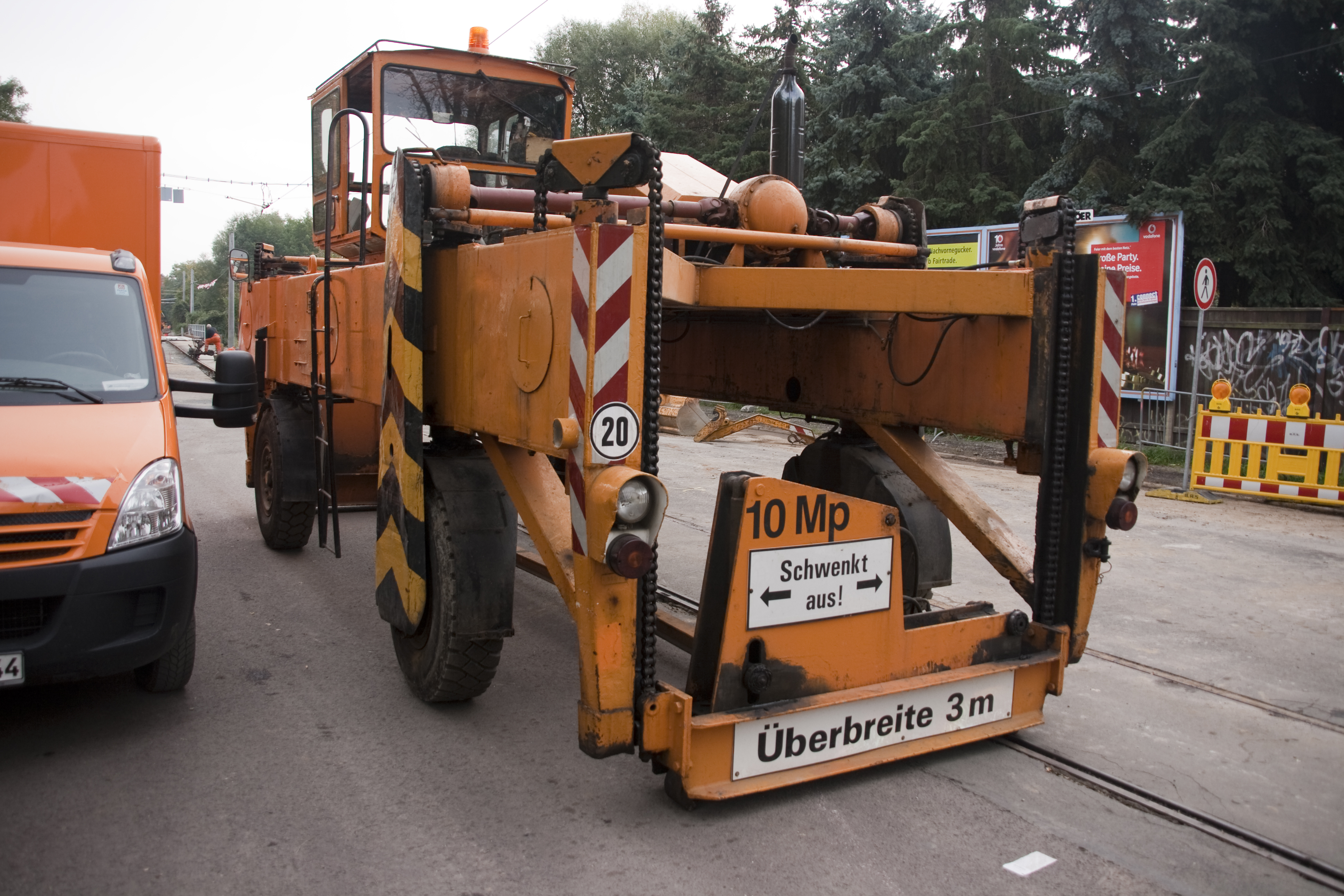
Valmet-Torlader

Zum schnelleren Verlegen gab es in der DDR vier Verlegemaschinen (Torlader). Von diesen Maschinen der Firma Valmet aus Finnland existierten zwei in Dresden und je eine in Leipzig und Berlin, wobei das Leipziger Fahrzeug noch immer vereinzelt zum Aus- und Wiedereinbau von GVP zum Einsatz kommt. Sie konnten pro Schicht 25 GVP verlegen, womit die Baukosten gesenkt wurden. Zu Anfang wurden Großverbundplatten auch in besonderen Bahnkörpern verwendet und in Schotter gelagert, beispielsweise auf der Leipziger Strecke nach Taucha neben der Torgauer Straße vom Beginn dieses Bahnkörpers an der Leipziger Volksgartenstraße bis zur Wodanstraße.
Eine ähnliche Bauform in Ungarn wurde als Budapester Bauweise bzw. BKV-Platte bekannt. Bei dieser Bauweise werden allerdings die Fahrbahnplatten und die Schienen nacheinander verlegt. Die in Gummielementen gelagerten Schienen mit einem flachen Sonderprofil sind tauschbar.
Diese Oberbauform war in den meisten Fällen den Belastungen des Betriebsalltags nicht gewachsen. Nicht ausreichend tragfähige Untergründe, eindringendes Wasser und mangelnde Instandhaltung sorgten für Schäden am Gleis. Bauartbedingt sorgen die GVP für eine sehr hohe Lärmentwicklung, wenn sie von Straßenbahnfahrzeugen befahren werden. 
Der Einbau von GVP endete bei den meisten Betrieben spätestens mit der Wiedervereinigung. Die Dresdner Verkehrsbetriebe erneuerten ab Mitte der 1980er Jahre ihre Gleise zunehmend mit Oberbau K, wie er bei den Vollbahnen seit Jahrzehnten Standard ist. Ab Ende der 1980er Jahre wurden so auch straßenbündig verlegte Gleise gebaut. In Leipzig wurden 1991 letztmals GVP verlegt. In vielen Städten wurden sie zum Großteil schon durch beständigere Oberbauformen ersetzt, während sie in Leipzig noch an vielen Stellen das Bild prägen. 2006 war noch gut ein Drittel der Leipziger Streckenlänge, insgesamt ca. 52 Kilometer mit GVP ausgestattet.